# بيل باترسون
بيل باترسون (بالإنجليزية: Bill Patterson)‏ هو سائق سباق ومهندس أسترالي، ولد في 30 أغسطس 1923، وتوفي في 10 يناير 2010 في ملبورن في أستراليا.